# Luitpoldingowie
Luitpoldingowie – ród żyjący w państwie wschodniofrankijskim. Nazwę pochodzi od imienia protoplasty Luitpolda. Jego przedstawiciele panowali w Bawarii (Henryk III Młodszy) i w Karyntii w latach 899–947, 976–978 i 983–989.